# História de Anguila
Anguila foi descoberta por Cristóvão Colombo em 1493. Tornou-se dependência inglesa em 1650, governada em conjunto com as ilhas de São Cristóvão e Neves. Em 12 de julho de 1967 proclama unilateralmente a independência e em 1969 a república. Em 19 de março de 1969 o domínio britânico é restabelecido. Apenas em 19 de dezembro de 1980 obtém o estatuto de colónia separada.